# Jacek Kuranty
Jacek Kuranty (ur. 6 lutego 1978 w Tarnobrzegu) – polski piłkarz występujący na pozycji pomocnika. Obecnie występuje w Siarce Tarnobrzeg, wcześniej reprezentował barwy Odry Wodzisław Śląski, GKS-u Bełchatów oraz Polonii Bytom.